# إيملي سويني
إيملي سويني (بالإنجليزية: Emily Sweeney)‏ هي متسابقة أمريكية في التسابق على الجليد بالزحافات ، ولدت في 16 مارس 1993 في بورتلاند في الولايات المتحدة.

## وصلات خارجية
- إيملي سويني على موقع FIL (الإنجليزية)
- إيملي سويني على موقع اللجنة الأولمبية الدولية (الإنجليزية)
- إيملي سويني على موقع أوليمبيديا (الإنجليزية)
- إيملي سويني على موقع اللجنة الأولمبية والبارالمبية الأمريكية (الإنجليزية)